# Sophie McShera
Sophie McShera (Bradford, 1 januari 1985) is een Engelse actrice.

## Carrière
McShera begon haar carrière als televisieactrice met een aantal gastoptredens in 2007 en 2008 in de series Emmerdale, Doctors en Survivors. In 2009 had ze een hoofdrol in de Britse televisieserie Waterloo Road als Ros McCain.
Vanaf 2010 vertolkte McShera in Downton Abbey de rol van Daisy Robinson, na haar (korte) huwelijk Daisy Mason, de keukenmeid die onder de vleugels van de kokkin Patmore (Lesley Nicol) promoveert tot assistent-kokkin. Zij kreeg als onderdeel van de gehele cast hiervoor in 2012 de Screen Actors Guild Award voor  uitstekende prestatie door een ensemble in een dramaserie. Ook in de erop volgende films Downton Abbey (2019) en Downton Abbey: A New Era (2022) speelde McShera de rol van Daisy. 
In 2013 nam ze de rol op van Bryony, een werkloze in The Job Lot, een Britse sitcom en in 2015 speelde ze de rol van Drizella, de oudste stiefzus van Cinderella, in de Amerikaans-Britse film Cinderella.
- Library of Congress Control Number: no2012046260
- MusicBrainz: 94068da4-7918-455e-a382-582f4d0bd997
- Virtual International Authority File: 234828376
- WorldCat: E39PBJvH7yBQtGrc8qhfxGHcT3